# Савельєв Володимир Никифорович
Володимир Никифорович Саве́льєв (*17 липня 1935, присілок Ромашкіно) — удмуртський лікар хірург, організатор охорони здоров'я, доктор медичних наук (1989), професор (1991), заслужений працівник охорони здоров'я Удмуртії (1993), академік Міжнародної академії інформатизації (1994), депутат Верховної Ради Удмуртської АРСР та міністр охорони здоров'я (1975—1990), член Координаційної ради по роботі з кадрами та НОТ Міністерства охорони здоров'я Удмуртії, член редакційної колегії журналу «Радянська медицина» (1980), голова наукового товариства та проблемної комісії з соціальної медицини, економіки та організації охорони здоров'я (1990), лікар вищої кваліфікаційної категорії з організації охорони здоров'я, заслужений лікар Росії та Удмуртії, двічі лауреат Державної премії Удмуртії в області науки

## Біографія
Народився Володимир Никифорович у присілку Ромашкіно Алнаського району у родині селян. 1954 року закінчив Можгинську фельдшерсько-акушерську школу, після чого працював у фельдшером у Понінській лікарні. Служив в армії. 1963 року закінчив Іжевський державний медичний інститут. У 1964—1967 роках був хірургом та головним лікарем Зав'яловської центральної районної лікарні. Потім зайнявся науковою діяльністю, будучи аспірантом на кафедрі факультетської хірургії рідного вишу у професора Семена Ворончихіна. 1970 року захистив кандидатську дисертацію на тему «Артроз тазостегнового суглобу при коксартрозах», потім працював асистентом кафедри факультетської хірургії.
З 1975 року був міністром охорони здоров'я Удмуртії. За цей час він приділяв увагу розвитку охорони здоров'я на селі. Усі центральні районні лікарні були переведені з дерев'яних будівель до нових корпусів з централізованим водопостачанням, опаленням та каналізацією. Було збудовано або реорганізовано понад 50 сільських амбулаторій. У дільничних лікарнях, амбулаторіях та окремих фельдшерсько-акушерських пунктах вперше були створені бригади швидкої допомоги та санітарному транспорті. При фермах та майстернях з ремонту сільськогосподарської техніки було відкрито понад 100 мікропрофілакторіїв для надання лікувально-профілактичної допомоги на виробництві.
1987 року захистив докторську дисертацію на тему «Організаційно-клінічні аспекти в лікуванні ускладнених переломів трубчастих кісток». 1990 року наказом Міністерства охорони здоров'я РРФСР був переведений на посаду проректора Іжевського державного медичного інституту по лікарській роботі та одночасно був обраний завідувачем кафедри соціальної гігієни та організації охорони здоров'я. Особливої уваги надавалось дослідженню та науковій обґрунтованості рішення проблем управління та розвитку інформатизації на рівні регіональної охорони здоров'я. На кафедрі були організовані курси медичної інформатики та управління охороною здоров'я.
Нагороджений орденом Трудового Червоного Прапора (1981).

## Наукова діяльність
Основними напрямки наукових досліджень є:
- проблеми клінічної медицини — захворювання та ушкодження кістково-суглобної системи, причинно-наслідкові зв'язки ускладнень та комплексне їхнє лікування у комплексі з магнітотерапією та місцевими лікувальними ресурсами)
- загальні питання — виявлення ступеня залежності показників інвалідності та захворювання з тимчасовою втратою працездатності від організації праці первинних ланок охорони здоров'я, дотримання етапності та спадкоємності при наданні спеціалізованої допомоги хворим та травмованим

Значну увагу приділяв зміцненню матеріально-технічної бази охорони здоров'я, особливо в системі сільської охорони здоров'я, розвитку спеціалізованих видів допомоги, впровадженню сучасних методів управління охороною здоров'я, а саме АСУ та економічного аналізу.
Автор 2 винаходів та 10 раціональних пропозицій. Він запропонував:
- новий метод остеосинтезу при переломі ключиці перфорованої гомокісткової муфтою
- метод остеосинтезу кісток голені магнітопроникним стержнем при застарілих переломах та неправдивих суглобів
- метод остеосинтезу перелому шийки стегна магнітопроникним кольцесуючим болтом-стержнем
- новий спосіб артродезу тазостегнового суглобу внутрішньотазовим доступом за допомоги гомокісткового шифта

Учні Савельєва захистили 3 кандидатські та 2 докторські дисертації.

### Твори
Автор понад 250 опублікованих наукових робіт, в тому числі 10 монографій та науково-методичних посібників:
- (рос.)Перспективы развития здравоохранения Удмуртской АССР // Здравоохранение Российской Федерации. 1984. № 9;
- (рос.)Актовая речь «Между прошлым и будущим здравоохранения Удмуртской Республики» 15 сентября 1995 г. Ижевск, 1995.

В останні часи вивчає дію магнітів та пацієнтів, які лікувались за допомогою магнітотерапевтичних апаратів. Свої спостереженням виклав в книзі «Магнітотерапія — прорив науки та повернення до природи».